# غار برونیکل
غار برونیکل (به انگلیسی: Bruniquel Cave) یک مکان باستان شناختی در نزدیکی روستایی به همین نام، در شرق مونتابان در جنوب غربی فرانسه است. سازه‌های مدور تشکیل شده از قطعات استالاگمیت و استالاکتیت در عمق ۳۳۶ متر از ورودی غار پیدا شده‌اند. آثاری از اجاق و سوختگی نیز یافت شد. این سازه کهن مربوط به حدود ۱۷۶۰۰۰ سال پیش است.
ژاک ژوبر و همکارانش در مقاله‌ای در نیچر در سال ۲۰۱۶ از کشف این سازه خبر دادند و اعلام کردند که این سازه‌ها خاستگاه انسانی دارند و از آنجا که در دوره مذکور تنها نئاندرتال‌ها در منطقه جنوب غربی فرانسه حضور داشتند، سازنده آنها بایستی انسان نئاندرتال باشد. این نتیجه‌گیری توسط کریس استرینگر از موزه تاریخ طبیعی لندن نیز تأیید شده‌است.